# Roronoa Zoro
Pour l’article homonyme, voir Zorro (homonymie).
 (août 2025).
Si vous disposez d'ouvrages ou d'articles de référence ou si vous connaissez des sites web de qualité traitant du thème abordé ici, merci de compléter l'article en donnant les références utiles à sa vérifiabilité et en les liant à la section « Notes et références ».
Roronoa Zoro (ロロノア・ゾロ, Roronoa Zoro), Zoro (dans la version AB de l'anime) ou anciennement francisé en Roronoa Zorro  (dans la première version française du manga), est un personnage de One Piece. Il s'agit d'un sabreur  dont l'ambition est de devenir le meilleur sabreur du monde, en s'aventurant sur grand line à la recherche du One Piece en compagnie de son capitaine et de l'équipage. C'est un sabreur de grand renom qui se bat avec trois sabres (ce style est appelé en japonais Santōryū) qui fait partie de l'équipage de Chapeau de paille dirigé par Monkey D. Luffy, le principal protagoniste de la série.
Le personnage de Roronoa Zoro est inspiré du pirate François l'Olonnais, considéré comme l'un des pirates les plus cruels de son temps.

## Création et conception

### Personnalité
Zoro est un personnage aux allures sérieuses et froides. Il a un tempérament par moments réfléchi mais excessif (voir Arc d'Alabasta). Le créateur de la série, Eiichiro Oda le compare d'ailleurs à un requin ou un démon. Pourtant, ses réactions sont souvent comiques ou exagérées. Lors des traversées en mer, on le voit soit en train de s'entraîner soit en train de faire la sieste ou dormir, ce qui lui vaut souvent dans le dernier cas d'être réveillé de façon assez brutale. Tout comme Nami, il possède une grande résistance à l'alcool et on ne le voit jamais ivre. Il ne possède aucun sens de l'orientation et entretient une relation conflictuelle et concurrentielle avec Sanji, le cuisinier du navire, avec lequel il se dispute constamment, y compris et surtout en pleine bataille. Cependant, en tant que combattants, ils se font régulièrement preuve de respect mutuel. Ses relations avec Nami ne sont elles aussi pas très bonnes car il n'apprécie guère sa cupidité et elle a de plus réussi à le piéger à Wiskey Peak. Ils sont pourtant avec Nico Robin les membres les moins malléables de l'équipage.
Lorsqu'il se bat, Zoro reste toujours sérieux, concentré, et focalisé sur la victoire. Sa façon d'appréhender les combats contraste donc fortement avec celle de Luffy ou de Usopp, il s'est battu avec Luffy mais ils n'ont toujours pas été départagés. Son attitude rappelle d'une certaine façon le bushidō des samouraï japonais et Vivi lui donna le surnom de « mister le bushido » dès leur première rencontre. Certaines de ses attaques font également référence aux samouraïs. Dès que Zoro sent que le combat devient sérieux, il détache son bandana de son bras pour se le mettre autour de la tête à la façon des pirates, ceci montre le respect que porte Zoro à ses adversaires les plus forts, mais aussi, lorsqu'il le porte cela indique souvent qu'il devra tuer son adversaire. Lorsque Zoro porte son bandana pendant un combat c'est qu'il veut que ce combat représente un élément de sa progression vers son but : devenir le plus fort sabreur (ou bretteur) du monde (donc battre Mihawk œil de faucon).

### Apparition
Zoro fait sa première apparition dans le troisième intitulé 海賊狩りのゾロ"登場 (Kaizoku-gari no Zoro Tōjō), initialement publié dans le magazine japonais Weekly Shōnen Jump du 18 août 1997. Il apparaît en tant que criminel capturé et attendant son exécution entre les mains de la Marine. Avant l'introduction narrative de l'histoire, Zoro perd son amie d'enfance Kuina et devient ainsi plus fortpour honorer sa promesse .
Pendant des années, il chasse les pirates dans le but de voler leur argent pour de la nourriture en compagnie de Johnny et Yosaku. Lorsque Luffy offre à Zoro l'opportunité de rejoindre son équipage, il refuse. Cependant, après avoir été sauvé de son exécution, Zoro rejoint Luffy. Lorsqu'il découvre que le meilleur sabreur du monde se nomme Dracule Mihawk, Zoro ne pense qu'à une chose — le battre un jour. Cependant, il sera vaincu par ce dernier. Après avoir combattu avec Daz Bones à Alabasta, la prime de Zoro est estimée à  60 millions de Berrys, mais cette dernière s'élève à  120 millions après avoir combattu face au Gouvernement Mondial. Plus tard, l'équipage est séparé par Bartholomew Kuma. Zoro fait à nouveau la rencontre de Mihawk et s'entraîne avec lui pendant deux ans.

## Biographie

### Enfance
Dans son enfance, Zoro était élève dans un dojo situé dans le village de Shimotsuki. Il se spécialisa dans le nitōryū (二刀流, litt. « style à deux épées ») et était déjà assez fort pour battre des adultes. Pourtant, il n'arrivait jamais à gagner contre Kuina, la fille du maître. Il la combattit 2001 fois, mais ne réussit jamais à prendre le dessus. Un jour, il la défia une dernière fois en utilisant cette fois-ci de véritables armes, mais il se fit encore battre, les vrais sabres étant plus lourds que les sabres en bois. Zoro pleura de frustration de ne pouvoir devenir le meilleur bretteur du monde. Kuina partageait elle aussi le même rêve, mais en tant que femme, elle savait qu'en grandissant elle n'aurait jamais la force physique pour y parvenir. Zoro n'en était que davantage mortifié, car s'il venait à gagner un jour contre Kuina, il lui serait impossible de savoir si c'était vraiment grâce à sa propre force. Ils se firent la promesse que l'un d'eux deviendrait le meilleur bretteur du monde. Le lendemain, Kuina fit une chute mortelle dans les escaliers. Zoro se jura de tenir sa promesse et demanda à son maître le katana de Kuina, le Wado Ichimonji, et développa un nouveau style de combat qu'il appela le santōryū (三刀流, litt. « style à trois sabres »), qui consiste à tenir un katana dans chaque main et un troisième dans la bouche (en l'occurrence, celui de Kuina, son ancienne rivale avec qui il partage le même rêve de devenir le plus grand sabreur du monde).

### Commencement
Sur l'île de Shell, il eut un petit différend avec le fils du Colonel Morgan, le chef de la caserne locale de la Marine, et fit le pari qu'il ne mangerait pas pendant un mois attaché à une croix. Dix jours avant la fin de la peine, la Marine décida de l'exécuter, mais il fut sauvé par Monkey D. Luffy qui l'invita alors à faire partie de son équipage de pirates. Après avoir initialement refusé en déclarant ne pas vouloir devenir un bandit, poussé par les événements, il finit par décider que pour accomplir son rêve, peu lui importait d'être bon ou mauvais tant que son nom pût faire trembler les cieux. Pour Luffy, il paraissait naturel que le seigneur des pirates et le meilleur bretteur du monde fasse partie du même équipage et ne vit donc aucune objection à le prendre comme second membre de son équipage. Zoro fut donc la première personne que Luffy recruta dans son équipage.
Lors d'un de ses voyages, il rencontra Mihawk, un des sept puissants corsaires, qui portait le titre de meilleur bretteur du monde qu'il convoitait, et le défia. Mais Zoro subit une sévère défaite et porte depuis une longue cicatrice au torse. Il se jura de ne plus jamais perdre un combat avant de pouvoir affronter Mihawk. À Logue Town, il rencontra Tashigi qui lui fit penser à Kuina. Au début de la série, Zoro est incapable de couper l'acier avec ses épées alors que d'autres matières telle la roche ne lui posent aucun problème.

### Alabasta
Dans le combat l'opposant à l'un des soldats de Crocodile, M. 1 alias Daz Bonez – un homme ayant mangé le Fruit Tailladant, qui transforme son corps en acier – il sera de prime abord vaincu, aucune de ses attaques ne pouvant blesser son adversaire. Il comprendra grâce au souvenir des paroles de son maître qu'avant de trancher quoi que ce soit, il faut sentir sa cible « vivre et respirer ». Après avoir entendu le souffle d'acier de M. 1, il le bat en un coup. M.1 lui demande alors, ironiquement, si son prochain objectif serait de couper le diamant.

### Skypiea
Un peu plus tard, il met au point sa propre variation de la « lame tranchant l'air », qui comme son nom l'indique s'étend et permet à Zoro d'attaquer à distance. Cette technique est nommée Calibre 36 (36 Klesha Slash) si lancée avec un sabre, Calibre 72 si lancée avec deux et enfin Calibre 108 si lancée avec trois. Bien qu'il jura à Mihawk de ne plus jamais perdre, il subit une certaine déconvenue contre Ener (Eneru pour la version Japonaise), qui le foudroie et le met ainsi au tapis.

### Enies Lobby
À Enies Lobby, il combat le membre du CP9 Kaku (anciennement contremaître charpentier de la Galley-la Compagnie), d'une force de 2200 dourikis et ayant mangé le Fruit de la girafe. Il réussit à le vaincre après un combat acharné en développant une nouvelle et étrange technique, le Kyutouryu (style à neuf sabres) lui donnant alors l'apparence d'un démon ayant trois têtes et six bras.

### Thriller Bark
Il battra Ryuma grâce à une technique lui permettant d'enflammer la plaie de son adversaire. Il se retrouve par la suite opposé, ainsi que tout l'équipage, à Oz, le zombie dans lequel est placée l'ombre de Luffy, puis au grand corsaire Gecko Moria, et pour finir face à Kuma, qui en a après Luffy ; n'étant pas capable de vaincre ce dernier, et tous ses compagnons étant assommés, Zoro se sacrifiera dans le secret pour sauver son capitaine, encaissant de ce fait toute la douleur et la fatigue accumulées par ce dernier lors de ses précédents combats. Ses derniers mots avant de sombrer dans l'inconscient furent adressées à Sanji, lui demandant alors de ne rien révéler de ce qui s'est passé.

### 3D2Y
À la suite de l'attaque de Kuma, sur l'archipel Sabaody, Zoro est projeté sur la même île que Perona (chef des fantômes sur Thriller bark), l'île de Lugubra sur Grand Line. Après la guerre entre la Marine et Barbe-Blanche on apprend que cette île est la résidence de Mihawk, elle est également habitée par une certaine race de singes qui ont la faculté de copier ce qu'ils voient. À cause de la bataille qui a fait rage sur cette île, ils manient très bien le sabre et viennent s'opposer à Zoro qui essaie de quitter l'île. Il battit tous les babouins malgré leur supériorité numérique, et fut soigné par Perona qui lui fournit un journal qui donnera au bretteur des nouvelles de son chef, contrairement aux autres membres d'équipage il ne comprendra pas immédiatement le message de Luffy. On le revoit plus tard supplier Mihawk de lui apprendre à manier le sabre, ce dernier refuse avant d'apprendre qu'il a vaincu tous les singes. Il finit par accepter en remarquant sa détermination à devenir plus fort pour Luffy et le reste de l'équipage. Il explique ensuite à Perona que Luffy a donné rendez-vous à son équipage non pas dans trois jours mais dans deux ans.

### Deux ans plus tard
Deux ans après, sur l'archipel des Sabaody, son sens de l'orientation n'a pas changé (Perona a été obligée de le guider) mais il montre une maîtrise des techniques de Mihawk, en tranchant en deux avec son sabre le bateau pirate qu'il prit pour le bateau de pêche avec lequel il comptait aller pêcher. Physiquement parlant, on peut dire qu'il est borgne (son œil gauche est fermé par une longue cicatrice qui part de son front et va jusqu'à sa joue) et que ses cheveux semblent plaqués en arrière. On remarque également que son corps s'est considérablement développé physiquement en deux ans. Son style vestimentaire aussi a changé, sa nouvelle tenue ressemble à celle des samouraïs. Par la suite, il rencontre Sanji. Leurs relations ne se sont pas améliorées depuis qu'ils se sont quittés, se disputant toujours pour des peccadilles. Ses progrès sont aperçus lorsqu'il tranche en deux un Pacifista sans forcer, ce dont il était loin d'être capable avant l'ellipse.

### Île des hommes-poissons
Zoro montre ses progrès en battant Neptune (le roi de la mer) avec deux sabres sans difficultés. À la suite de l'inondation du château, il bat Hody (un homme poisson) sous l'eau en un coup de sabre, avec sa technique de la danse du lion; ce dernier y survécut grâce à des stéroïdes. Il fut capturé à cause du manque d'oxygène ; mais fut libéré plus tard avec Usopp et Brook grâce à Papagg qui était toujours en liberté dans le palais. Il réapparut plus tard à place de Gyoncorde en compagnie des autres membres de l'équipage prêt à combattre l'armée d'Hody. Au cours de celle-ci, il affrontera Hyouzo, le meilleur épéiste de l'île des hommes poissons, il le vaincra sans difficultés, osant même lui tourner le dos.

### Punk Hazard
Sur l'île de Punk Hazard, après avoir tranché un dragon et échappé à « Morte-Terre », Zoro combat brièvement Monet qui possède le pouvoir du fruit du flocon. Il démontre à cette occasion sa maîtrise du fluide en blessant Monet en incisant un rien sa joue. Il la bat finalement dans la chambre aux biscuits d'un seul coup d'épée sans recourir au fluide, sa puissance la terrifiant au point qu'elle n'arrive même plus à reconstituer son corps.

### Dressrosa
Sur l'île de Dressrosa, il se fera voler ses sabres par Wicca, une Tontatta. Après les avoir récupérés, il se confrontera à l'amiral Fujitora devant le Corrida Colosseum. Il se dirigera ensuite vers le palais avec Luffy, Kinémon, Viola et Wicca pour libérer Law qui s'est fait capturer par Doflamingo. Dans le palais, il se confrontera à Pica, un des trois lieutenants-chef du grand corsaire, mais Pica quittera le combat quand les jouets seront libérés. Il rejoindra Luffy et Law pour retourner au palais, déplacé par Pica sur le plateau aux fleurs. Il se retrouva une nouvelle fois confronté à ce dernier lorsque celui-ci se transformera en golem de pierre géant. Durant leur combat, Zoro a toujours l'avantage mais Pica fuit toujours ses attaques. Il fuira à nouveau le combat pour tuer le roi Riku en se remettant dans son golem géant, mais l'épéiste trancha en deux sa structure en pierre dans les airs avec l'aide d'Orlumbus. Ainsi propulsé, il a pu nous montrer une de ses nouvelles techniques : Ichidai Sanzen, Daisen Sekai (pouvant se traduire par "Les Grands 3000 Mondes", le découpant ainsi en deux. Il finira par faire sortir Pica de la pierre et le vaincra en tranchant son vrai corps et en nous montrant son habileté à maîtriser le fluide offensif. Plus tard, alors que la cage à oiseaux se refermera sur elle-même, il tentera grâce au fluide de la repousser, suivit dans son action par beaucoup d'autres prisonniers de la cage. Luffy finit par vaincre Doflamingo puis quitteront Dressrosa quand Fujitora décidera d'attaquer les pirates.

### Zo
Sur Zo, il déclarera que c'est inutile de sauver Sanji, car celui-ci irait chercher des noises à Big Mom alors qu'ils sont déjà sous la menace de Kaido. Il ira ensuite au pays des Wa pour préparer la bataille contre l'empereur Kaido, en compagnie de Franky, Usopp, Robin, Law, Kinémon et Kanjuro.

### Pays des Wa
Après le départ du groupe de Luffy pour l'île Tougato, le groupe de Zoro s'est rendu au pays des Wa et une fois arrivés, Kinémon leur a demandé de s'assimiler aux citoyens. Cependant, Zoro a fini par être accusé de meurtres nocturnes qui se sont produits dans la ville. Il a finalement été capturé et condamné à être exécuté en faisant un seppuku, et le magistrat lui a pris Shusui. Cependant, lors de l'exécution, Zoro remarqua l'odeur de sang sur le magistrat. Comprenant qu'il était le vrai coupable, Zoro utilisa la lame du seppuku pour le trancher. Il est ainsi devenu un criminel national et il a fui pour survivre. Il est allé dans un désert près de la région de Kuri, où il a sauvé une femme qui était attaquée par des hommes de Kaido. Il a ensuite retrouvé Luffy, qui cherchait un hôpital dans la région. Cependant, ils furent retrouvés et confrontés à Basil Hawkins. Ce dernier leur annonça qu'ils n'ont que 19% de chances de survivre à la fin du mois. Lorsque le combat fut lancé, Zoro l'a attaqué mais les dégâts ont été redirigés vers l'un de ses hommes. Après avoir expliqué le fonctionnent de son fruit du démon, Hawkins les attaqua mais ils prirent la fuite pour soigner Tama. Grâce à Tsuru, ils parviennent à atteindre la ville d'Okobore.
Pendant que Tama se faisait guérir par la médecine de Tsuru, cette dernière raconta l'histoire de la ville d'Okobore. Peu après, Tsuru fut attaqué par le gifter Batman mais Zoro la sauva de justesse. Pendant la confusion, Tama a été enlevée par Gazelleman, mais Luffy, Zoro et Kiku ont rapidement poursuivi le gifter et ils se sont dirigés vers la ville de Bakura.

## Techniques
Zoro est l'un des personnages « humains » comme Sanji ou Nami »(n'utilisant pas de Fruit du Démon) de One Piece les plus forts et est également le membre le plus puissant de l'équipage du chapeau de paille avec Luffy (le seul combat entre les deux amis sera interrompu par Nami, mais si un autre combat a néanmoins eu lieu dans un hors série de lanime, non présent dans le manga original), Sanji et Jinbe. Zoro a acquis sa force grâce à sa volonté et sa détermination, et en s'imposant un entraînement difficile. Il possède une endurance lui permettant de survivre à de terribles blessures et à de grandes pertes de sang. Même désarmé, sa force physique reste bien au-dessus de la moyenne. Son style de combat principal, le santōryū, consiste à se battre avec trois sabres en même temps, un dans chaque main et un entre les dents. Au fur et à mesure de ses aventures, il acquiert tout un panel de bottes secrètes et le nom qu'il leur donne est souvent un jeu de mots : par exemple, Onigiri peut se traduire soit par « le tranchant du démon » (鬼切り)(en VF "Demon Slash"), soit par « boulette de riz » (お握り).
De plus, les techniques de Zoro ont souvent un rapport avec les animaux (rhinocéros, crabe, dragon, léopard…), il se contente de placer ses sabres de telles façons qu'elles représentent l'élément offensif de l'animal en question (taureau : les cornes ; crabe : les pinces, etc.) Dans le Thousand Sunny, il occupe le poste de la vigie, de plus la vigie est une pièce assez spacieuse autour du mat et il s'en sert pour s'entraîner, des haltères gigantesques de plusieurs tonnes y sont aperçues.
Zoro possède des sabres d'exceptions dans l'univers de One Piece qu'il a gagnés au fur et à mesure de son aventure. Il existe 83 lames de renom réparties en 3 catégories. Nous avons donc par ordre d'importance les 12 sabres de premiers rangs (12 Saijo O Wazamono), les 21 grands sabres (21 O Wazamono) et enfin les 50 lames de qualité supérieure (50 Ryou Wazamono).
Voici la liste des sabres d'exception qu'a utilisé (ou utilise encore) Zoro pendant son aventure dans leur ordre d'acquisition :
- Wadô Ichimonji : Zoro acquit ce sabre pendant sa jeunesse. Après la mort de son amie et rivale Kuina, Zoro se jura de tenir sa promesse et demanda à son maître le katana de celle-ci. Ce katana fait partie de la classe des 21 Oo-Wazamono. À noter qu'il s'agit toujours du sabre que Zoro place entre ses dents pour utiliser son style à trois lames. Il ne l'a utilisé que très rarement avec ses mains, les premières fois en style à un sabre contre Octy à Arlong Park et contre Mrs 1 (arc alabasta), puis en style à deux sabres, lors du combat contre le samouraï Ryuma, à Thriller Bark après que le Yubashiri a été détruit.
- Sandai Kitetsu : Ippon-Matsu est un armurier de Loguetown. Sachant que ce sabre était maudit, il voulut le vendre parmi les sabres bas de gamme pour ne pas éveiller les soupçons. Zoro sentira que ce sabre n'était pas commun, il décida après un test d'acheter ce sabre (le test consistant à lancer le sabre en l'air et à tendre le bras à l'horizontale sur la trajectoire de la retombée du sabre...) . Admiratif, Ippon-Matsu décida de lui en faire cadeau. Ce katana fait partie de la classe des 50 Ryou-Wazamono.
- Yubashiri : Ippon-Matsu est un armurier de Loguetown. Admiratif devant l'épéiste d'exception qu'est Zoro, il lui fait cadeau de son plus précieux trésor, ce sabre d'exception. Shu, colonel de la Marine, affronta Zoro à Enies Lobby et lui fait perdre Yubashiri grâce au pouvoir du Sabi Sabi no Mi. Ce katana faisait partie de la classe des 50 Ryou-Wazamono.
- Shusui : Ce sabre appartenait avant à Ryuma, un samouraï légendaire dont on prétend qu'il aurait tué un dragon millénaire. Zoro défia Ryuma pour avoir son sabre. Il fut battu par Zoro et Ryuma lui offrit le sabre. Ce katana fait partie de la classe des 21 Oo-Wazamono. Sabre qu'il restituera finalement au pays des Wa en échange d'Enma, Shusui étant considéré comme trésor national.
- Enma : Ce sabre appartenait à Oden Kozuki, ancien daimyo de la région de Kuri. Ce dernier sera donné à Zoro par la fille d'Oden, Hiyori, en échange de Shusui. Ce katana fait partie de la classe des 21 Oo-Wazamono.
- Techniques à trois sabres :
  - Demon Slash : Zoro croise ses sabres pour former les cornes d'un démon et tranche son adversaire avec ses trois lames en lui fonçant dessus. C'est son attaque principale.
  - Tiger Slash : Il croise les sabres qu'il a dans ses mains derrière celui qu'il a dans sa bouche, puis tranche sa cible verticalement.
  - Sanzen Sekai: Moulinet infernal: Il fait tournoyer ses sabres devant puis taillade son ennemi.
  - Passe du Loup : Technique qui lui permet d'esquiver des attaques en rafale (comme les attaques à six sabres d'Octo et le Tsuppari Pad Hou de Kuma) et de contre-attaquer.
  - Dragon Slash : Zoro représente un dragon japonais avec ses sabres, puis tournoie sur lui-même pour trancher son adversaire qui s'envole en tournoyant. Cela ressemble au calibre 108 mais en forme de dragon.
  - Burning Demon Slash : Un Demon Slash, mais avec ses sabres enflammés. Il utilise cette technique pour battre M. 5. Il n'a utilisé cette technique qu'une seule fois.
  - Technique à 3 Sabres: Les Cornes du Taureau : Zoro pointe deux sabres vers son adversaires comme les cornes d'un taureau, puis il fonce sur lui pour le taillader.
  - La Pince du Crabe : Zoro positionne ses sabres autour du cou de son ennemi comme la pince d'un crabe, puis lui tranche le cou.
  - Calibre 108 (108 kleshas slash) : Comme le Calibre 36, mais avec ses trois lames. Évidemment, l'attaque est beaucoup plus puissante.
  - Corbac Slash : Une attaque qui permet de trancher plusieurs projectiles dans les airs.
  - Taureau Démoniaque: les Cornes Imparables : Zoro fonce tout droit sur son adversaire, ses trois sabres pointés droits sur lui.
  - Enbima, Nuit Sans Sommeil: Demon Slash : Zoro se concentre tellement que ses ennemis ont l'impression de voir un démon aux sabres ondulants, puis il exécute un Oni Giri beaucoup plus puissant.
  - Doubla Gorilla Slash : Zoro concentre toutes ses forces dans ses biceps et frappe son adversaire avec la force d'un gorille.
  - Panther Slash : Zoro se courbe tel une panthère prête à bondir puis fonce sur l'adversaire en tournoyant sur lui-même et fonce vers la cible avec ses trois sabres.
  - La Coupe du Grand Buddha : Zoro tranche une tour à la hauteur des étages.
  - Le Corbeau Gardien : Zoro donne une multitude de coups de sabres, dont les entailles font penser aux pattes d'un oiseau.
  - Chant du Lion : Zoro fonce sur un adversaire et met ses sabres derrière sa tête.
- Techniques à deux sabres
  - Falcon Wave : Le souffle déclenché en tirant rapidement deux sabres de leurs fourreaux permet d'atteindre des adversaires même éloignés et se propage. Parfait pour se débarrasser de sous-fifres.
  - Passe du Démon : Zoro tient ses deux sabres en croix et élimine ses adversaires.
  - Envol du Phénix : Il envoie ses sabres en avant, créant ainsi une tornade horizontale.
  - Laminage de Rhino : Zoro tient ses deux épées face à lui, comme les cornes d'un rhinocéros, puis tranche tous ses ennemis d'un coup.
  - Technique à Deux Sabres: Porte du château : Zoro s'accroupit en position Iaï avec une main sur chaque fourreau. Puis il dégaine, frappe et rengaine en un éclair. Généralement, cette technique tranche en deux tout ce qui se trouve devant lui.
  - Calibre 72 (72 kleshas slash) : Comme le Calibre 36, mais avec ses deux sabres. Évidemment, l'attaque est beaucoup plus puissante.
  - Tour d'escalade : Zoro crée deux lames d'air qui tranchent de bas en haut.
  - Réponse de la Tour d'escalade : Deux lames d'air qui tranchent de haut en bas.
  - Flash : Deux lames d'air qui tranchent horizontalement.
  - Dessin de sable : Deux lames d'air qui tranchent de haut en bas en diagonale.
  - Démon ours : Zoro lance deux slashs vers l'avant en tenant ses sabres à l'envers.
- Techniques à un sabre
  - Calibre 36 (36 kleshas slash) : Grâce à cette technique, Zoro peut trancher un ennemi à distance en créant une lame d'air avec son sabre. Le nombre 36 a été inspiré par les six sens sous ses trois formes: bon, ordinaire ou mauvais.
  - Fine Lame : Zoro tranche en diagonale.
  - Danse du Lion : Zoro se concentre pour ressentir la "respiration" de toute chose qui l'entoure, et lance un seul coup net capable de trancher l'acier. Il a acquis cette technique en combattant M. 1, dont le corps était en acier.
  - Dragon volant Brasier : Zoro plonge sur son adversaire en étant entouré d'une aura représentant un dragon cracheur de feu. Puis le bretteur tranche son ennemi, dont la blessure s'enflamme instantanément.
- Techniques sans sabre
  - Tatsumaki : Cette attaque est similaire au Tatsumaki, mais uniquement avec ses poings.
  - Rattraper la lame de son adversaire : il rattrape la lame de son adversaire sans se blesser.
- Techniques à neuf sabres : Kyutoryuu
  - Ashura : Sa dernière technique lui permit d'inventer un nouveau style de combat : le Kyūtōryū ou technique à neuf sabres. En fait, en utilisant sa concentration spirituelle et sa force mentale, il est capable de se battre avec trois sabres en donnant l'effet d'en utiliser neuf, il apparaît donc comme un Zoro avec six bras et trois têtes (cet effet est sans doute emprunté au Senteï Taïsei, héros japonais qui dans la légende pouvait apparaître avec plusieurs corps en un). On ne sait encore rien sur cette technique, si ce n'est que l'adversaire est persuadé de se faire trancher par neuf sabres.
  - Ichibugin (Brume Argentée) : Sous sa forme à trois têtes et six bras, Zoro taillade l'adversaire. Pour l'instant, cette technique n'a été utilisée qu'une fois, pour achever Kaku.
  - Makyuusen (9 Éclairs Démoniaques) : Nouvelle technique de l'Ashura qu'il utilisa contre le Pacifista entre une Diable Jambe Flambage Shot de Sanji et un Gomu Gomu no Jet Canon de Luffy en Gear 2, cette technique ressemble à la brume argentée mais sans brume.
  - Ugui (Foreuse) : Technique de l'Ashura qu'il utilise contre le Dr Indigo dans Strong World. Il fonce sur l'ennemi, les épées en forme de vrille.

Attaques combinées
- Gum-Gum 300 Kléshas Canon : Une surpuissante attaque combinée de Luffy et Zoro: Luffy lance un Gomu Gomu no Canon et Zoro utilise le 300 Pound Hou pour ainsi trancher n'importe quelle matière (comme le calibre 108 mais en beaucoup plus puissant).
- Jackpot: 600 Millions de Berry : Attaque combinée des bourrins de l'équipage: Luffy, Zoro, Sanji Robin et Franky se défoulent sur leurs adversaires et où Zoro tranche tout ce qui bouge.
- Big Emperor: Six des chapeaux de paille s'assemblent pour former le robot guerrier géant "Big Emperor" Zoro et Sanji font les jambes, Franky le corps, Chopper la tête et Usopp le bras droit. Malheureusement Robin refusera de faire le bras gauche, trop embarrassant selon elle.
- Armée de l'Air: Power Shoot : Attaque combinée de Zoro et Sanji: Le bretteur grimpe sur la jambe du cuistot qui le propulse dans les airs en donnant un coup de pied. Utile contre des ennemis géants.
- Diable Jet 600 Kléshas Canon : Une puissante attaque combinée de Zoro, Luffy et Sanji. Sanji utilise la Jambe du Diable Mouton Shoot, Luffy le Gear 2 Jet Canon et Zoro son Calibre 108. Ils l'utilisent contre un Pacifista (PX-4).
- Armée de l'Air: Power Shoot Dai Gekken : Zoro enfonce deux épées dans le Heavy Nunchaku de Franky, le fait tournoyer, puis court en direction de Sanji. Ce dernier envoie Zoro en l'air qui frappe l'ennemi avec son gros nunchaku.
- Knee Crush: Attaque combinée de Zoro et Franky. Les deux pirates frappent les genoux de leur adversaire géant pour le mettre à terre, l'un avec ses sabres, l'autre avec son nunchaku géant.

Techniques après les 2 ans d’entraînements
- Techniques à trois sabres : Santōryū
  - Croisement des 6 chemins : il coupe un tentacule du Kraken en 6 parties sans qu'il n'ait besoin de bouger.
  - Corde noire : Tornade du Dragon  : le même que le Tatsu Maki mais la tornade ne s'arrête jamais et elle peut trancher l'acier.
  -  Purgatoire Demon Slash : une version beaucoup plus puissante de l'originel Demon Slash, Zoro attend que son ennemi arrive, puis le tranche en laissant une marque en X avec le sang de son ennemi.
  - Extreme Griffe du tigre : une version plus puissante du Griffe du tigre d'origine.
  - Calibre 1080 (1080 klesha slash) : une version dix fois plus puissante que le "Calibre 108".
  - Ichidai Sanzen : Daisen Sekai : une version plus large et plus puissante du "Sanzen Sekai", cette attaque peut être combinée avec le fluide.
  - Seiryu In Ryusui (Empreinte du Dragon Bleu : Eau Déferlente) : une aura bleue en forme de dragon apparait autour de Zoro, chargeant son adversaire, en le frappant avec le dos de ses lames et en finissant par la pose du « Oni Giri »
- Techniques à un sabre : Ittoryu
  - Calibre 360 (360 klesha slash) : une version dix fois plus puissante que le Calibre 36.
  - Danse mortelle du lion (Shi Shishi Sonson) : une version plus puissante que la Danse du lion, Zoro peut couper la peau d'un dragon qui est censée être plus dur que l'acier.
  - La Fureur Du Dragon (Daishinkan) : cette technique à un sabre découpe en deux son adversaire.
  - Cheval Démoniaque (Baki) : après avoir levé son sabre au-dessus de sa tête, Zoro délivre un puissant slash vertical qui découpe son adversaire en deux.

## Personnages vaincus par Zoro au cours de la série

### Trame originale
| Arcs                        | Personnages             | Tomes et chapitres | Épisodes                                                                        | Technique utilisée | Prime |
| --------------------------- | ----------------------- | ------------------ | ------------------------------------------------------------------------------- | ------------------ | ----- |
| Arc Romance Down            |                         |                    |                                                                                 |                    |       |
| Morgan                      | Tome 1, chapitre 6      | Épisode 3          | Coup basique                                                                    |                    |       |
| Arc Village d'Orange        |                         |                    |                                                                                 |                    |       |
| Cabaji                      | Tome 2, chapitre 17     | Épisode 7          | Technique à trois sabres : Demon Slash                                          |                    |       |
| Arc Village de Sirop        |                         |                    |                                                                                 |                    |       |
| Sham                        | Tome 4, chapitre 33     | Épisode 14         | Technique à trois sabres : Tiger Slash                                          | 7 000 000          |       |
| Buchi                       | Tome 5, chapitre 36     | Épisode 15         | Coup basique                                                                    | 7 000 000          |       |
| Arc Arlong Park             |                         |                    |                                                                                 |                    |       |
| Octy                        | Tome 10, chapitre 85    | Épisode 38         | Technique à trois sabres : Dragon Slash                                         | 8 000 000          |       |
| Arc Loguetown               |                         |                    |                                                                                 |                    |       |
| Tashigi                     | Tome 12, chapitre 100   | Épisode 53         | Coup basique                                                                    |                    |       |
| Arc Whiskey Peak            |                         |                    |                                                                                 |                    |       |
| Miss Monday                 | Tome 12, chapitre 108   | Épisode 65         | Coup basique                                                                    |                    |       |
| Gemme                       | Tome 13, chapitre 112   | Épisode 66         | Coup basique (avec Luffy)                                                       | 10 000 000         |       |
| Mikita                      | Tome 13, chapitre 112   | Épisode 66         | Coup basique (avec Luffy)                                                       | 7 500 000          |       |
| Arc Alabasta                |                         |                    |                                                                                 |                    |       |
| Das Bones                   | Tome 21, chapitre 195   | Épisode 116        | Technique à un sabre : La danse du lion                                         | 75 000 000         |       |
| Arc Skypiea                 |                         |                    |                                                                                 |                    |       |
| Braham                      | Tome 28, chapitre 259   | Épisode 170        | Technique à un sabre : 36 Klesha Slash                                          |                    |       |
| Om                          | Tome 29, chapitre 271   | Épisode 178        | Technique à trois sabres : 108 Klesha Slash                                     |                    |       |
| Arc Long Ring Long Land     |                         |                    |                                                                                 |                    |       |
| Big Pan                     | Tome 33, chapitre 312   | Épisode 212        | Armée de l'air : Power Shot (avec Sanji)                                        |                    |       |
| Arc Water Seven             |                         |                    |                                                                                 |                    |       |
| T. Bone                     | Tome 39, chapitre 371   | Épisode 261        | Technique à trois sabres : Cornes du démon, Griffes du courage                  |                    |       |
| Arc Enies Lobby             |                         |                    |                                                                                 |                    |       |
| Kaku                        | Tome 43, chapitre 417   | Épisode 300        | Technique à neuf sabres : Ashura, Brouillard argenté                            |                    |       |
| Arc Post-Enies Lobby        |                         |                    |                                                                                 |                    |       |
| Hermep                      | Tome 45, chapitre 432   | Épisode 314        | Coup basique                                                                    |                    |       |
| Arc Thriller Bark           |                         |                    |                                                                                 |                    |       |
| Ryuma Shimotsuki            | Tome 48, chapitre 467   | Épisode 362        | Technique à un sabre : Dragon volant                                            |                    |       |
| Arc Archipel des Sabaody    |                         |                    |                                                                                 |                    |       |
| PX-4                        | Tome 52, chapitre 510   | Épisode 403        | Gum Gum Gigant Rifle (avec l'équipage de Chapeau de paille)                     |                    |       |
| Arc Retour à Sabaody        |                         |                    |                                                                                 |                    |       |
| PX-7                        | Tome 61, chapitre 601   | Épisode 521        | Coup basique (avec Sanji)                                                       |                    |       |
| Arc Île des Hommes-Poissons |                         |                    |                                                                                 |                    |       |
| Hyozo                       | Tome 65, chapitre 646   | Épisode 566        | Technique à trois sabres : Demon Slash du purgatoire                            |                    |       |
| Arc Punk Hazard             |                         |                    |                                                                                 |                    |       |
| Dragon de Punk Hazard       | Tome 66, chapitre 656   | Épisode 580        | Technique à un sabre : Iai, La danse du lion                                    |                    |       |
| Barbe Brune                 | Tome 67, chapitre 662   | Épisode 587        | Non-vu (avec Zoro, Usopp et Robin)                                              | 80 060 000         |       |
| Monet                       | Tome 69, chapitre 687   | Épisode 613        | Technique à un sabre : La fureur du dragon                                      |                    |       |
| Arc Dressrosa               |                         |                    |                                                                                 |                    |       |
| Pica                        | Tome 78, chapitre 778   | Épisode 719        | Technique à trois sabres : San Zen Sekai                                        | 99 000 000         |       |
| Arc Pays des Wa             |                         |                    |                                                                                 |                    |       |
| Killer                      | Tome 93, chapitre 937   | Épisode 934        | Technique à trois sabres : Demon Slash du purgatoire                            | 200 000 000        |       |
| Fujin                       | Tome 94, chapitre 950   | Épisode 951        | Coup basique                                                                    |                    |       |
| Scratchmen Apoo             | Tome 99, chapitre 997   | Épisode 1010       | Coup basique                                                                    | 350 000 000        |       |
| King                        | Tome 102, chapitre 1035 | Épisode 1062       | Seigneur des enfers, dragon à trois sabres : L'enfer du dragon aux 103 passions | 1 390 000 000      |       |

## Accueil
Zoro est classé à la seconde place dans le classement des personnages les plus populaires chez Shōnen Jump,,. De plus, dans un sondage effectué en 2007 par Oricon, Zoro est classé en tant que quatrième personnage méritant d'avoir sa propre série dérivée. DVD Talk met en avant le style de combat à trois sabres « hilarant » de Zoro dans la série. Holly Ellingwood du site Activeanime met en avant le combat de Zoro face à Luffy comme l'un des meilleurs moments de la série depuis le 10e DVD commercialisé par Viz Media, en matière de scène d'action.